# Kanton Approuague-Kaw
Der Kanton Approuague-Kaw war ein französischer Wahlkreis im Arrondissement Cayenne in Französisch-Guayana. Der Kanton war deckungsgleich mit der Gemeinde Régina und hatte 934 Einwohner im Jahr 2012.